# The Girl from Plainville
The Girl from Plainville è una miniserie televisiva statunitense ideata da Liz Hannah e Patrick Macmanus. La serie è basata sulle vicende che portarono al suicidio del giovane Conrad Roy e alla successiva vicenda processuale che vide coinvolta la sua ragazza, Michelle Carter, per averlo istigato a suicidarsi; è stata trasmessa negli Stati Uniti dalla piattaforma Hulu il 29 marzo 2022. Gli attori protagonisti sono Elle Fanning, Chloë Sevigny, e Colton Ryan.

## Trama
Conrad Roy, un giovane gravemente depresso che ha tentato il suicidio dopo il divorzio dei genitori, è a un'importante svolta nella sua vita: ha terminato la scuola superiore e deve decidere quale università frequentare. Il padre, che lo umilia e lo maltratta per i suoi atteggiamenti che lui giudica frivoli, cerca invece di spingerlo a intraprendere il suo stesso mestiere e di guidare un motorimorchiatore. La depressione e le tensioni esistenti tra i genitori non gli consentono di vivere serenamente: assume regolarmente antidepressivi.
Durante una visita a casa di parenti in Florida, Conrad incontra casualmente Michelle Carter. La ragazza, che ha un anno in meno di lui, vive in un'altra città, a Plainville, a una sessantina di chilometri da Mattapoisett, dove vive Conrad. Anche lei soffre di disturbi psichiatrici. I due ragazzi iniziano a frequentarsi in Florida. Dopo il ritorno a casa, mentre la depressione di Conrad si aggrava, continua la loro relazione, fatta soprattutto di messaggi di testo sul cellulare, telefonate ed e-mail, Conrad confida più volte a Michelle che intende suicidarsi ma dopo i primi tentativi di dissuaderlo, inizia invece a incoraggiarlo, fino ad arrivare alla sera in cui Conrad carica un generatore di corrente sul suo pick-up per poi accenderlo e suicidarsi con l'ossido di carbonio. Mentre l'abitacolo inizia a riempirsi del gas di scarico, Conrad si spaventa e scende, scrive a Michelle ma la ragazza gli ordina di tornare in auto.
Dopo la morte di Conrad, le indagini della polizia portano a Michelle, le vengono requisiti il cellulare e il computer, pieni dei messaggi in cui invita il fidanzato a farla finita.
La vicenda si conclude con il processo a Michelle Carter, la condanna per omicidio involontario e la reclusione dopo un'iniziale sospensione della pena.

## Personaggi e interpreti
- Michelle Carter interpretata da Elle Fanning, doppiata da Emanuela Ionica
- Lynn Roy interpretata da Chloë Sevigny
- Gail Carter interpretata da Cara Buono
- David Carter interpretato da Kai Lennox
- Conrad "Coco" Roy III interpretato da Colton Ryan
- Conrad "Co" Roy II interpretato da Norbert Leo Butz